# Миграциона дипломатија
У међународним односима, миграциона дипломатија је „употреба дипломатских алата, процеса и процедура за управљање прекограничним кретањима становништва“, укључујући „стратешку употребу миграционих токова као средства за постизање других циљева, као и коришћење дипломатских метода за постизање циљева везаних за миграцију.' Миграције су постале све важнија област међудржавне сарадње, са билатералним мултилатералним стратегијама, укључујући промоцију или обесхрабривање билатералних миграционих токова; споразуми о преференцијалном третману према одређеним страним држављанима; покретање програма гастарбајтера или других краткорочних планова миграције радне снаге; депортација страних држављана; и друго.

## Историјат
За политиколога Џејмса Ф. Холифилда, друга половина двадесетог века дала је почетак миграционој држави, која је уследила након гарнизонске државе из осамнаестог и деветнаестог века, и трговачке државе у деветнаестом и двадесетом веку: док је у прошлости, централну компоненту функција држава које се односе на њихову способност да се укључе у рат или да управљају трговином, савремену државу дефинише управљање прекограничном мобилношћу становништва. Као резултат тога, миграција утиче на дипломатске интеракције држава и постала је предмет међудржавне дипломатије. Према Адамсону и Тсоурапасу, миграциона дипломатија држава је под утицајем њихових интереса и преговарачке позиције у односу на друге државе, делимично засноване на томе да ли су оне државе које примају миграције, шаљу миграције или транзитне државе.
Осим међународних односа, одређени број других друштвених научника је испитивао везу између миграције и спољне политике у историји, студијама подручја, као и студијама безбедности, и другде. Тиолет истражује политичку динамику радне миграције на Блиском истоку и тврди да „миграциону политику треба анализирати као индиректни облик спољне политике која користи селекцију миграната и политику квази-азила као дипломатију“. За Ицдуигуа и Аксела, текући преговори о чланству између Турске и Европске уније показују стратешку употребу миграционе дипломатије као алата за преговарање.
Поред принуде, државе могу да се ангажују у кооперативној миграционој дипломатији, односно „обећању или деловању државе или коалиције држава да утичу на токове миграција у/из циљне државе или на њен број миграната као награду, под условом да циљна држава пристаје на артикулисани политички или економски захтев.